# Allocreadiidae

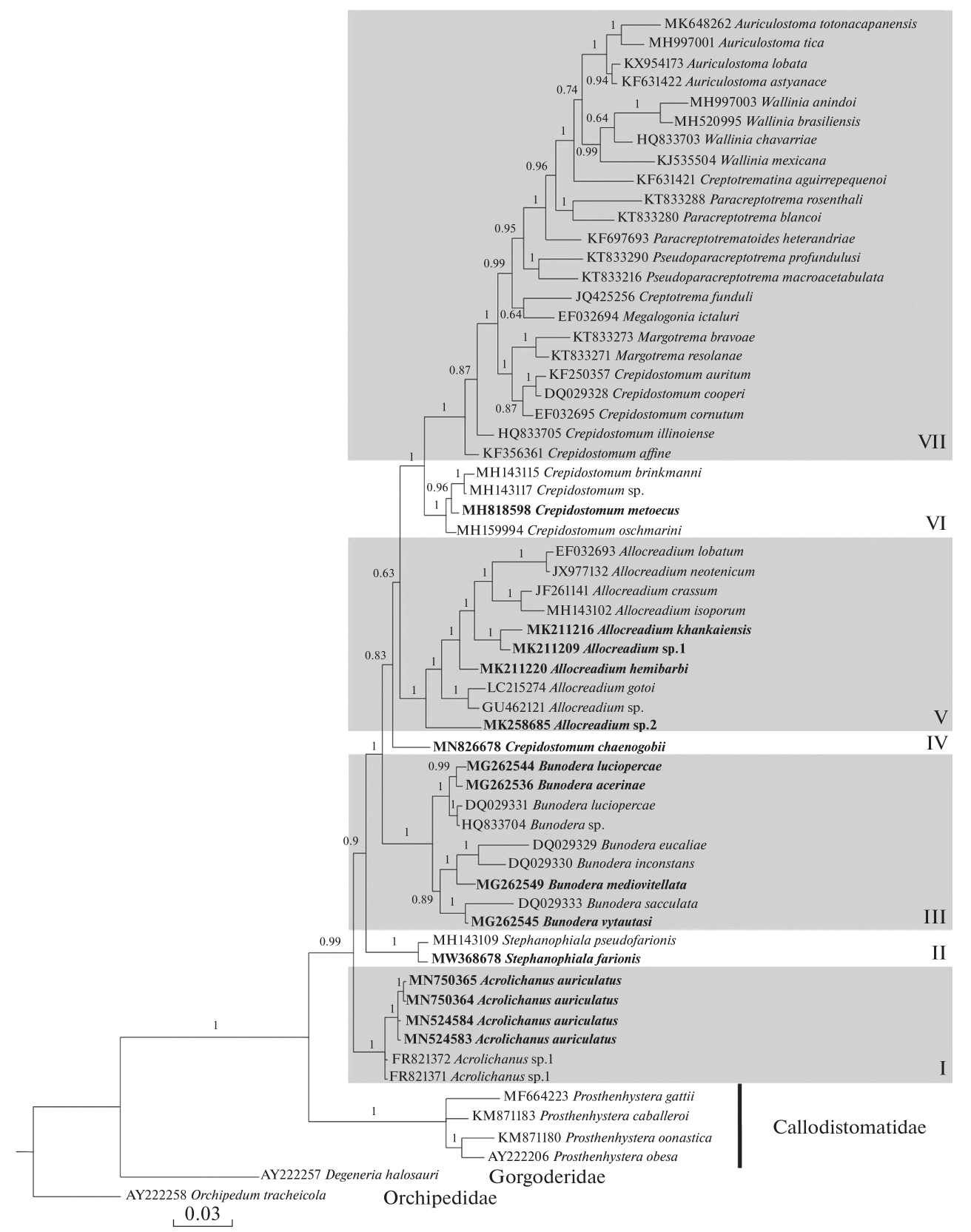
Филогенетическое древо семейства Allocreadiidae на основе фрагмента гена 28S рРНК. Римскими цифрами отмечены клады. По: Богатов и Вайнутис, 2022.

Allocreadiidae (лат.) — семейство паразитических плоских червей из подкласса дигенетических сосальщиков (Digenea). Отличаются чередованием поколений со сменой хозяев: два промежуточных и окончательный. В роли окончательных хозяев выступают представители многих семейств лучепёрых рыб. Преимущественно паразиты пресноводных рыб, однако некоторые из них заражают морские виды. Эти трематоды распределены на территории Евразии, Африки, Северной и Южной Америки. Имеют высокое видовое разнообразие и, что немаловажно, нерешённые вопросы систематики, так как большая часть видов описана только в аспекте морфологии.
Номинально семейство насчитывает 16 родов по результатам исследования Герардо Перез-Понсе де Леона и коллег в 2015 году. Однако из них 12 родов были подтверждены по данным частичного секвенирования гена 28S рРНК.

## Описание
Небольшого размера трематоды, листовидной или ланцетовидной формы, некоторые особи на переднем конце тела вокруг ротовой присоски имеют сокращающиеся мышечные выросты, или сосочки (англ. papillae). По этому признаку делятся на сосочковых и несосочковых согласно описанию Хопкинса в 1934 году.
Гермафродиты, половая система представлена мужскими и женскими половыми органами. Мужская половая система представлена семенниками, семяпротоками, семенным пузырьком, семяизвергательным каналом и циррусом. Семенников обычно два, округлые, или слегка уплощённые, у отдельных представителей их форма сильно- или слабовыраженная лопастная; семенной пузырёк только внутренний, в половой бурсе. Женская половая система представлена яичником, яйцеводом, семяприёмником, желточными протоками. Яичник округлой формы, располагается над семенниками. Желточные фолликулы протяжены от фаринкса или переднего края брюшной присоски до переднего семенника или заднего конца тела.
Пищеварительная система простая. Имеется фаринкс, пищевод, две ветви кишечника. Редко наблюдается короткий префаринкс. Размеры фаринкса варьируют в зависимости от видовой принадлежности. Пищевод короткий или длинный, S-образно сгибающийся при движении червя. Бифуркация кишечника происходит чаще всего на уровне переднего края брюшной присоски или чуть выше этого уровня. Ветви кишечника обычно тонкие, доходят до межтестинального пространства или почти до заднего конца тела.

## Жизненный цикл
Паразиты из этого семейства проходят через две личиночные стадии (церкарии и метацеркарии) и стадию зрелых особей (марит).
Созревшие из яиц мирацидии проникают в моллюска, где проходят через определённые метаморфозы, преобразуясь в спороцисты и редии. Впоследствии сформированные церкарии выходят из моллюсков в воду и ищут своего второго промежуточного хозяина.
В качестве такого хозяина у видов семейства Allocreadiidae обычно выступают рачки или личинки насекомых. После заражения церкарии преобразуются в следующую стадию - метацеркарии, покрываясь оболочкой (цистой).
Заражённых метацеркариями ракообразных (или насекомых) заглатывает рыба. В ней они проходят через желудочную среду, так как оболочка надёжно их защищает, и, в зависимости от вида, попадают в желчный пузырь, желудочные придатки или печень, где молодые особи избавляются от цисты и полностью созревает их репродуктивная система.
Последний этап их жизненного цикла происходит в кишечнике. Там зрелые гермафродитные особи после оплодотворения выделяют яйца, которые вместе с фекалиями покидают тело рыбы.
Далее, пребывая в воде определённый период, яйца преобразуются в мирацидии, и затем повторяется жизненный цикл, повторяя все вышеуказанные стадии.

## Эпидемиология
В аспекте заражения рыб известно заболевание бунодероз из Ветеринарного энциклопедического словаря.  При высокой инвазии трематоды вида Bunodera luciopercae способны вызвать воспаление кишечника у окунёвых рыб (например, речной окунь, судак).
В 1962 году Нейландом было описано явление крепидостомоза лососёвых рыб, заражённых видами рода Crepidostomum.
В 2012 году индийские учёные описали новый вид рода Allocreadium — A. khami, который вызывал поражение гепатоцитов печени у угря Mastacembelus armatus.

## Классификация
Нижеприведённый список учитывает таксоны, положение которых в системе семейства Allocreadiidae не было подвергнуто сомнению. Среди них те, которые были признаны валидными как по данным морфологического анализа, так и по молекулярно-генетическим.
- Bunodera Railliet, 1896;
- Allocreadium Looss, 1900;
- Crepidostomum Braun, 1900;
- Creptotrema Travassos, Artigas and Pereira, 1928;
- Megalogonia Surber, 1928;
- Creptotrematina Yamaguti, 1953;
- Margotrema Lamothe-Argumedo, 1970;
- Wallinia Pearse 1920;
- Auriculostoma Scholz, Aguirre-Macedo and Choudhury, 2004;
- Paracreptotrema Choudhury, Pérez-Ponce de León, Brooks and Daverdin, 2006;
- Pseudoparacreptotrema Pérez Ponce de León, Pinacho-Pinacho, Mendoza-Garfias, Choudhury & García-Varela, 2016;
- Paracreptotrematoides Pérez Ponce de León, Pinacho-Pinacho, Mendoza-Garfias, Choudhury & García-Varela, 2016;
- Trematichthys Vaz, 1932;
- Bunoderella Schell, 1964;
- Pseudoallocreadium Yamaguti, 1971;
- Paracrepidostomum Lü & Wu, 1996;
- Rastridostomum Bilqees, Khatoon, Bibi & Mutiur-Rehman, 2007.

Последние пять наименований из этого списка не были подтверждены молекулярно-генетическими исследованиями. По этой причине нельзя окончательно подтвердить или опровергнуть положение этих трематод в семействе Allocreadiidae. Наблюдения ряда авторов указывают на достоверность родов Bunoderella, Pseudoallocreadium и Trematichthys.
Международная база данных WoRMS принимает в этом семействе далеко не все рода, даже те, которые были оправданы по данным генетического анализа. Их количество ограничено всего девятью родами:
- Allocreadium;
- Bunodera;
- Crepidostomum;
- Paracrepidostomum;
- Paracreptotrema;
- Paracreptotrematoides;
- Pseudoparacreptotrema;
- Rastridostomum;
- Wallinia.

Молекулярные данные для представителей этого семейства предоставлялись разными авторами в период с 2005 по 2018 год включительно. Генетические данные (по фрагменту гена 28S рРНК) указывают на монофилию семейства Allocreadiidae как единой таксономической группы. Уникальное анатомическое строение и жизненный цикл этих трематод указывают на распределение родов в определённых подсемействах.
В число родов, валидность которых была подтверждена по результатам молекулярно-генетических исследований, входят следующие:
- Acrolichanus;
- Allocreadium;
- Auriculostoma;
- Bunodera;
- Crepidostomum;
- Creptotrema;
- Creptotrematina;
- Margotrema;
- Megalogonia;
- Paracreptotrema;
- Pseudoparacreptotrema;
- Paracreptotrematoides;
- Stephanophiala;
- Wallinia.

Согласно Каталогу Жизни кладограмма этого семейства выглядит следующим образом:
| Allocreadiidae | \| \| Allobunodera \| \| \| \| \| \| Allocreadium \| \| \| \| \| \| Bunodera \| \| \| \| \| \| Bunoderella \| \| \| \| \| \| Bunoderina \| \| \| \| \| \| Caudouterina \| \| \| \| \| \| Crepidostomum \| \| \| \| \| \| Creptotrema \| \| \| \| \| \| Liliatrema \| \| \| \| \| \| Megalogonia \| \| \| \| \| \| Multivitellina \| \| \| \| \| \| Pancreadium \| \| \| \| \| \| Paracreptotrematina \| \| \| \| \| \| Plagiocirrus \| \| \| \| \| \| Polylekithum \| \| \| \| \| \| Proenenterum \| \| \| \| \| \| Psedurorchis \| \| \| \| \| \| Pseudoholorchis \| \| \| \| \| \| Pseudozoogonoides \| \| \| \| \| \| Steganodexame \| \| \| \| |
|                | \| \| Allobunodera \| \| \| \| \| \| Allocreadium \| \| \| \| \| \| Bunodera \| \| \| \| \| \| Bunoderella \| \| \| \| \| \| Bunoderina \| \| \| \| \| \| Caudouterina \| \| \| \| \| \| Crepidostomum \| \| \| \| \| \| Creptotrema \| \| \| \| \| \| Liliatrema \| \| \| \| \| \| Megalogonia \| \| \| \| \| \| Multivitellina \| \| \| \| \| \| Pancreadium \| \| \| \| \| \| Paracreptotrematina \| \| \| \| \| \| Plagiocirrus \| \| \| \| \| \| Polylekithum \| \| \| \| \| \| Proenenterum \| \| \| \| \| \| Psedurorchis \| \| \| \| \| \| Pseudoholorchis \| \| \| \| \| \| Pseudozoogonoides \| \| \| \| \| \| Steganodexame \| \| \| \| |
|                | Allobunodera |
|                | |
|                | Allocreadium |
|                | |
|                | Bunodera |
|                | |
|                | Bunoderella |
|                | |
|                | Bunoderina |
|                | |
|                | Caudouterina |
|                | |
|                | Crepidostomum |
|                | |
|                | Creptotrema |
|                | |
|                | Liliatrema |
|                | |
|                | Megalogonia |
|                | |
|                | Multivitellina |
|                | |
|                | Pancreadium |
|                | |
|                | Paracreptotrematina |
|                | |
|                | Plagiocirrus |
|                | |
|                | Polylekithum |
|                | |
|                | Proenenterum |
|                | |
|                | Psedurorchis |
|                | |
|                | Pseudoholorchis |
|                | |
|                | Pseudozoogonoides |
|                | |
|                | Steganodexame |
|                | |

## Молекулярный анализ
Широкое филогенетическое исследование отношений между трематодами из подкласса Digenea проведено Олсоном и соавторами, установив новый отряд Diplostomida с единственным подотрядом Diplostomata и нового подотряда Xiphidiata. Авторы включили семейство Allocreadiidae в надсемейство Allocreadioidea и подотряд Xiphidiata, однако без единой последовательности представителей семейства Allocreadiidae.
В 2005 году Аниндо Хоудхури (англ. Anindo Choudhury) и Вирджиния Леон-Реганьон (англ. Virginia Leon-Regagnon) первыми проанализировали последовательности фрагмента гена 28S с акцентом на географическое распределение и систематику трематод из рода Bunodera, паразитирующих в пресноводных рыбах из семейств Percidae и Gasterosteidae.
Аниндо Хоудхури и соавторы проанализировали семейство Allocreadiidae с добавлением трех видов: Bunodera mediovitellata, Crepidostomum cooperi и Polylekithum ictaluri. Стивен Куран с коллегами пересмотрели таксономическое положение P. ictaluri, отметив его тесную связь с родом Encyclometra из семейства Encyclometridae.
Недавние молекулярные данные американских и российских исследователей показали, что семейство Allocreadiidae имеет близкое родство с семействами Callodistomidae и Gorgoderidae из надсемейства Gorgoderoidea.